# Santiago Lovell
Alberto Santiago Lovell (Avellaneda, 23 aprile 1912 – 17 marzo 1966) è stato un pugile argentino.
Ha vinto la medaglia d'oro olimpica alle Olimpiadi 1932 svoltesi a Los Angeles nella categoria pesi massimi, battendo in finale l'italiano Luigi Rovati.